# Antón Uriarte
Anton Uriarte Cantolla (San Sebastián, Guipúzcoa, 31 de diciembre de 1949)-Ibidem, 1 de agosto de 2019) fue un geógrafo español, nacido y fallecido en San Sebastián, especializado en climatología, aunque jamás publicó un estudio en ninguna revista científica. Doctor en geografía por la Universidad de Zaragoza, FRMetS (Fellow Royal Meteorological Society), Miembro de la Sociedad Aranzadi de Ciencias Naturales, ha sido catedrático en la Universidad del País Vasco y es especialmente conocido por su posición escéptica respecto a la influencia antropogénica sobre el clima.

## Su posición sobre el cambio climático de origen humano
Antón Uriarte afirma que existe un cambio climático. Sin embargo, mantiene posiciones relativamente contrarias a la influencia que tiene el ser humano en ese cambio: afirma que tal influencia no es determinante, y que el principal causante del aumento de temperaturas no es solo el dióxido de carbono generado por el hombre (las erupciones volcánicas, los fenómenos de "El Niño" o la "La Niña", el plancton, etc. tienen mayor relevancia), e incluso no considera que el CO2 sea un contaminante ya que no es tóxico, sino al contrario, un fertilizante necesario para la vida vegetal, por lo que una mayor cantidad favorecerá el crecimiento de las plantas (como ya ha ocurrido en otras épocas).
Critica al IPCC por diversos motivos, como errores en los modelos o valorar incorrectamente los efectos del cambio de usos del suelo en el clima.
Considera que los medios de comunicación están actuando de forma alarmista, exagerando los posibles problemas que pueda originar el aumento del CO2 (ya han existido otras épocas con altos niveles de CO2), el cambio climático (ya han existido otras épocas más cálidas), no diciendo las incertidumbres de los modelos que usan (que ya han fallado en las predicciones que hicieron desde 1990), no comentando noticias buenas, ni aquellas que parezcan contradecir la idea de que la Tierra se está calentando, como la existencia de olas de frío o el aumento de la banquisa de hielo antártica. También duda de la honestidad de aquellos que mantienen posturas catastrofistas, ya que en muchos casos tienen intereses en ello.
Antón Uriarte es crítico con las energías renovables por ser antieconómicas (solo pueden usarse si cuentan con grandísimas subvenciones), su impacto ambiental (la mortalidad de aves que originan y la gran cantidad de espacio que ocupan), y su impredecibilidad (pueden no estar disponibles cuando más se necesitan). También critica a la energía nuclear por su peligrosidad, mientras que muestra sus simpatías por el carbón, por ser barato y abundante.
Considera que el aumento de gases de efecto invernadero en la atmósfera va a amortiguar la frecuencia de fenómenos meteorológicos extremos y que no existen pruebas de que existan más huracanes ni los vaya a haber. Es más, considera que un clima cálido será mejor para la vida en la Tierra, no solamente porque el calor favorece la vida, sino también porque en una Tierra más cálida llueve más y hay más vegetación (como en épocas pasadas más cálidas).
Respecto al protocolo de Kioto, le parece que se trata, sobre todo, de medidas debidas a intereses económicos (derechos de emisión...) y publicitaria, ya que gran parte de los países de la Unión Europea ya lo tenían cumplido de antemano gracias al uso de la energía nuclear (Francia), al cierre de la industria pesada (Alemania) y al abandono del carbón (Gran Bretaña). Se trata, según él, de un tratado poco útil. Además considera que, aunque se hable mucho de las energías renovables para cumplirlo, el apoyo de Francia, Alemania y Gran Bretaña, al Protocolo de Kioto tienen como objetivo la política europea de abandono del carbón como fuente de energía eléctrica, en favor de las centrales nucleares y de gas natural, medida a la que el autor se opone.
Afirma que la reforestación puede considerarse que actúa como sumidero de CO2 y, por ejemplo, en la tundra, favorecería el calentamiento de las zonas gélidas, ya que los bosques tienen un albedo muy bajo, por lo que absorben la luz del Sol más que las superficies preexistentes (heladas) más reflejantes.

## Obras
- Historia del Clima de la Tierra, Servicio Central de Publicaciones del Gobierno Vasco, 2003, 306 pp. ISBN 84-457-2079-1
- Ozono: la catástrofe que no llega, San Sebastián: Tercera Prensa D.L. 1995, 204 pp. ISBN 84-87303-28-5
- El régimen de precipitaciones en la costa NW y N de la península Ibérica, San Sebastián: CAP, 1983, 549 pp. ISBN 84-7231-929-6